# Hegerberg (Wienerwald)
Der Hegerberg ist ein 655 m ü. A. hoher Gipfel im Wienerwald in den Gemeindegebieten von Stössing und Kasten bei Böheimkirchen.
Wanderwege führen von Stössing, Fahrafeld und Kasten bei Böheimkirchen zum Johann-Enzinger-Schutzhaus (auch Hegerberghütte) auf dem Gipfel. Von Michelbach und von Hendelgraben bei Stössing aus ist der Hegerberg über eine asphaltierte Straße mit dem Auto zu erreichen.
Vor dem Ersten Weltkrieg befand sich am Gipfel eine Aussichtswarte. Die Schutzhütte existiert seit 1930, im Dezember 1978 brannte sie nieder und wurde ab 1979 wieder aufgebaut. Auf der Gipfelwiese befand sich viele Jahre ein Schlepplift (530 m - 650 m), der den Hegerberg zu einem der wenigen Skigebiete im Wienerwald machte. Dieser ist allerdings inzwischen außer Betrieb.
Der gemeinnützige Touristenverein Hegerberg zählt derzeit rund 400 Mitglieder und ist damit einer der größten Vereine der Region.